# Gorodki
 (novembre 2016).
Si vous disposez d'ouvrages ou d'articles de référence ou si vous connaissez des sites web de qualité traitant du thème abordé ici, merci de compléter l'article en donnant les références utiles à sa vérifiabilité et en les liant à la section « Notes et références ».

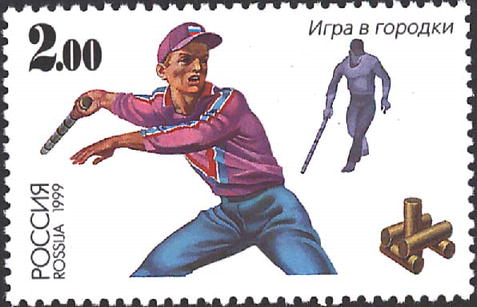
Gorodki représenté sur un timbre russe en 1999.

Le gorodki est un jeu sportif traditionnel en Russie dont la pratique est attestée à partir du XVIIe siècle car Pierre le Grand y jouait. Si l'on en croit Alexis Nikolaïevitch Tolstoï, il remonterait même au XVIe siècle car, dans son roman Le Prince Serebriany, il écrit que les Boyards aimaient jouer au gorodki à l'époque d'Ivan le terrible.

## Historique
Joué d'abord par des paysans qui en ont initié les principes, puis des villageois, puis des citadins, des célébrités telles que, par ordre chronologique, Pierre le Grand déjà cité, Alexandre Souvorov, Vladimir Stassov, Léon Tolstoï, Ivan Pavlov, Anton Tchekhov, Maxime Gorki, Vladimir Ilitch Lénine, Fédor Chaliapine, Mikhaïl Kalinine, Joseph Staline, Nikolaï Timofeïev-Ressovski, Vladimir Poutine, Kliment Vorochilov, Sergueï Sobianine, Vitali Moutko, le ministre russe des Sports, il a été très répandu au XIXe siècle. Il devient un sport à partir de 1923, année où l'on organise les premières épreuves.
Cinq ans plus tard ce jeu est inclus au programme des premières Spartakiades des peuples de l'URSS et en 1933, les règles définitives du jeu sont fixées en limitant le nombre de figures, disposition particulières des «quilles», à quinze.
En 1936, on organise en URSS des concours annuels car cette compétition devient très populaire et dans les années 60 à 70 on aménage des terrains de jeu dans les stades, les maisons de vacances, les cours, près des usines et on estime à 350000 le nombre de pratiquants. Cependant dans les années 90, après l'éclatement de l'URSS, ce jeu décline mais au début du XXIe siècle il y a un regain d'intérêt et on peut se procurer, dans le commerce, le set pour y jouer. On peut aussi se procurer pour d'autres raisons la pièce de 5 roubles, émise en 1980, en hommage à cette tradition, qui représente sur une face un joueur et 6 figures. 
En 1993, on crée la Fédération internationale de Gorodki (MFGS) qui a son siège à Moscou. Elle réunit la Russie, l'Allemagne, la Bielorussie, l'Estonie, la Finlande, la Lettonie, la Moldavie, l'Ukraine et la Suède . La ville de Karlsruhe en Allemagne a déjà accueilli le championnat du monde de Gorodki.
En juin 2013 des aires de jeu de gorodki ont été installées dans tous les parcs moscovites mais de nombreuses villes russes n'ont pas encore de terrains de jeu ni d'entraîneurs malgré la demande.

## Installation
Sur un terrain rectangulaire de 22 mètres de longueur et de 12 mètres de largeur, près d'une largeur, on dispose dans un carré de 2 mètres de côté, appelé gorod, ville, 5 cylindres de bois appelés gorodki, petites villes. Ce carré peut être tracé sur la terre battue, sur une pelouse, sur le goudron ou le béton et se trouve en face de 2 lignes. La plus proche, à une distance de 6,5 mètres, s'appelle poloukon et la plus éloignée, à 13 mètres, s'appelle kon. Pour les gorodkis installés au milieu du carré, au cours de la partie, 15 dispositions différentes se succèdent dans un ordre défini : 1 canon (пушка), 2 fourche (виӆҝа), 3 étoile (звезда), 4 flèche (стрела),  5 puits (колодец), 6 vilebrequin (ҟоленчатый вал), 7 batterie d'artillerie (артиллерия), 8 raquette (ракетка), 9 nid de mitrailleuses (пулемётное гнездо), 10 écrevisse (рак), 11 sentinelle (часовыө), 12 faucille (серп), 13 tir (тир), 14 avion (самолёт), 15 enveloppe de lettre (письмо) figure dont il est pratiquement impossible de dégager les 5 gorodkis en un seul lancer car le cachet, une quille, se trouve au centre et les 4 autres cylindres dans chacun des 4 angles du carré.  

## Matériel
Une ou deux battes, bâtons, de 85 à 100 cm de longueur maximum, en chêne, en aubépine ou en cornouiller renforcés par du métal.
5 gorodkis, cylindres en bois de bouleau, de hêtre ou de tilleul, de 4,5 cm à 5 cm de diamètre et d'une longueur de 20 cm. Sur le timbre, la 5e figure, le puits, est représentée. 

## But du jeu
Chasser de la ville, gorod (le carré), les petites villes, gorodkis (les quilles) en lançant sur eux un ou deux bâtons de la ligne se trouvant à 13 mètres (kon). Dès qu'au moins un des 5 éléments a été éjecté, les lancers se font de la ligne se trouvant à 6,5 mètres (poloukon) pour dégager le gorod de tous les cylindres qui vont y être disposés pour toutes les figures dans l'ordre indiqué auparavant.
Bien que la durée d'une partie ne soit pas limitée, ce but doit être atteint en un minimum de lancers en un temps optimum. Dans le magazine France URSS de juillet août 1974, n°69, pages 38 et 39, on signale un record de 17 jets pour détruire les 15 figures.

## Consignes particulières
1) Il est interdit de prendre plus de 30 secondes pour préparer son lancer.
2) Il est interdit de toucher ou de mordre sur les lignes avec ses pieds d'ailleurs dans des terrains aménagés kon et poloukon sont matérialisés par une saillie en bois ou en béton sur laquelle on peut buter.
3) Il est également proscrit de toucher avec la batte le sol qui se trouve au-delà des lignes et en avant du joueur.
4) Ces fautes sont sanctionnées par le retrait de points et les figures sont réinstallées  mais si l'on échoue à chasser le gorodki, il n'y a pas de pénalité.
5) Les parties peuvent permettre à deux joueurs ou à deux équipes de 3 à 5 joueurs de s'affronter.
6) Les équipes peuvent se faire face ou jouer en parallèle en partageant le terrain en deux avec 2 carrés (2 gorod)

## Divers
Il existe des photographies montrant Fédor Chaliapine, Nikolaï Doubovskoï, Maxime Gorki, Ivan Pavlov, Joseph Staline, Léon Tolstoï, jouant à ce jeu.

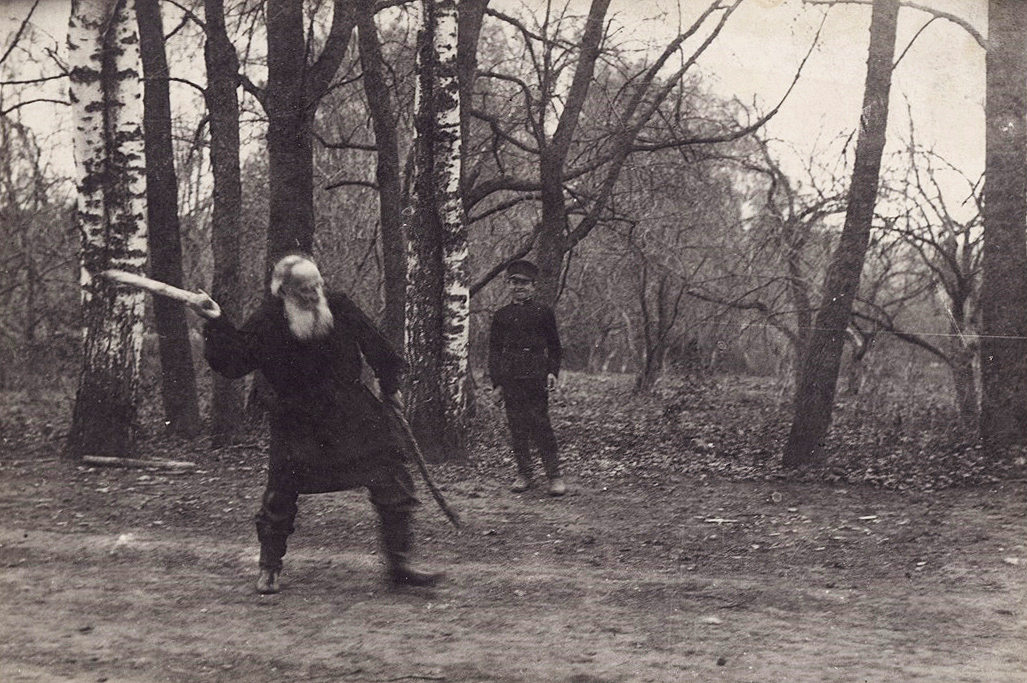
En 1909, Тоlstoï jouant au gorodki avec Vladimir, fils de Vladimir Tchertkov.